# 梅加辛鎮區 (阿肯色州耶爾縣)
梅加辛鎮區（英語：Magazine Township）是位於美國阿肯色州耶爾縣的一個行政鎮區。

## 地方資料
梅加辛鎮區的面積為89.44平方千米，當中陸地面積為89.07平方千米，而水域面積為0.37平方千米。根據2010年美國人口普查的數據，當地共有人口1162人，而人口密度為每平方千米12.99人。